# Rubén Vargas Ugarte
Rubén Vargas Ugarte (Lima, 22 de octubre de 1886 - Lima, 14 de febrero de 1975) fue un sacerdote jesuita e historiador peruano. Rector de la Pontificia Universidad Católica del Perú y Director de la Biblioteca Nacional de Lima.

## Biografía
Fue hijo del historiador Nemesio Vargas Valdivieso y por consiguiente, tío del nobel de literatura Mario Vargas Llosa. hizo sus estudios en el Colegio San Luis y en el Colegio de la Inmaculada de los Jesuitas en Lima. En 1904 viajó a Pifo, Ecuador para ingresar al Noviciado de la Compañía de Jesús, luego a España, para estudiar Humanidades y Filosofía en el Colegio Máximo de la Compañía de Jesús, en Granada. Se ordenó sacerdote de la Compañía de Jesús en 1921, en Barcelona, donde llegó para estudiar Teología.
Se inició en la investigación histórica visitando el Archivo del Vaticano y sobre todo el Archivo General de Indias.
Tras un período enseñando en colegios de nivel secundario en Málaga y Madrid (España), regresó al Perú en 1924, siguiendo su labor docente en su colegio de Lima, para luego trabajar como prefecto de estudios en colegios de La Paz y Sucre (Bolivia) entre 1925 y 1930. Al año siguiente se incorporó como docente de la Pontificia Universidad Católica del Perú, en las cátedras de Historia del Perú e Historia de América, llegando a ser Decano de la Facultad de Letras en 1935, creando el Instituto de Investigaciones Históricas (1937). Tras la muerte del padre Jorge Dintilhac en 1947 fue elegido Rector, cargo que ejerció hasta 1953.
Fue también Profesor del Instituto de Missiologia de la Pontificia Universidad Gregoriana de Roma (1932-1933), Asesor Canónico de la embajada ante la Santa Sede (1945) y Director de la Biblioteca Nacional del Perú durante el segundo gobierno de Manuel Prado Ugarteche.
Fue galardonado en 1953 con el Premio Nacional de Historia. Fue destacado miembro de la Academia Nacional de Historia, del Centro de Estudios Históricos-Militares del Perú, de la Real Academia de la Historia de España, de la Academia Peruana de la Lengua y miembro correspondiente de la Academia Mexicana de la Lengua. [cita requerida]En 1960 fue nombrado presidente del Consejo Nacional de Conservación de Monumentos Históricos del Perú. Desde 1963 se dedicó a tiempo completo a la investigación histórica.
Su Biblioteca, compuesta por 800 manuscritos y más de 2500 impresos coloniales y libros de los siglos XIX y XX, cuya temática eclesial, jesuítica, e histórica peruana y latinoamericana, hacen de ella un invalorable tesoro documental,[cita requerida] es administrada por la jesuita Universidad Antonio Ruiz de Montoya de Lima.

## Obras
Destaca la monumental Historia General del Perú, escrita por él hasta el volumen X, además de otras obras sobre la historia de la religión en el Perú y sobre el período colonial.
En 1955 la Universidad Nacional Mayor de San Marcos publicó un folleto de treinta páginas, dedicada únicamente a listar sus publicaciones y aquellas dedicadas al Padre Vargas. Esa producción siguió siendo incrementada prácticamente hasta su muerte.
Entre sus principales obras se puede mencionar:
- Don Benito María de Moxo y de Francoli. Arzobispo de charcas. En Instituto de Investigaciones Históricas, n.º LVI, Facultad de Filosofía y Letras, Buenos Aires, 1931
- Historia de la Ilustre Congregación de seglares de Nuestra Señora de la O. Edit. Graf. Industrial, Lima, 1933.
- Diccionario de Artífices Coloniales. Lima, 1937-44.
- De la conquista a la república: artículos históricos, primera serie. Compañía de Impresiones y Publicidad, 1942.
- Vida de Santa Rosa de Santa María. Lima, 1945.
- Historia del Perú. Fuentes (Curso Universitario), 1945.
- Vida del venerable padre Francisco del Castillo de la Compañía de Jesús, Imprenta Enrique R. Lulli, Lima, 1946.
- Vocación de santo: Manuel Pardo y Barreda de la compañía de Jesús. Imprenta Sanmarti S.A., Lima, 1947.
- Biblioteca peruana: Impresos peruanos (1763-1805). 12 Vol. Tall. Tip. de la Empresa Periodística La Prensa, Lima, 1949-1957.
- De la conquista a la república: artículos históricos, segunda serie. Compañía de Impresiones y Publicidad, 1951.
- El beato Martín de Porres. Talleres tipográficos de Mazo, Palencia, 1955.
- Nuestro Romancero. 2 vol. Lima, 1951 y 1958
- Historia de la Iglesia del Perú. 5 Vol. Imp. Santa María, 1953 (1°) e Imp. de Aldecoa, 1959-1962 (2° al 5°). Dicha historia solo alcanza hasta las postrimerías del siglo XIX.
- Concilios Limenses. 3 Vol. Lima, 1951 - 1953.
- Glosario de peruanismos. Librería e Imprenta Gil, Lima, 1953.
- Situación jurídica de la compañía de Jesús en el Perú. Lima, 1953.
- Historia del culto de María en Iberoamérica y de sus santuarios más principales. Madrid, 1956.
- Historia del Perú. Virreinato (siglo XVIII). 1700-1790. Librería e Imprenta Gil, Lima, 1956.
- La iglesia de San Pedro de Lima. Lima, 1956.
- Historia de la emancipación (1809-1825). Imprenta López, Buenos Aires, 1958.
- Manual de estudios peruanistas. Lima, Gil, 1959.
- Un místico del siglo XVII: Autobiografía del padre Francisco del Castillo de la compañía de Jesús. Librería e Imprenta Gil, Lima, 1960.
- El Perú Virreynal. Editor Tipografía Peruana. Lima, 1962.
- Ramón Castilla. Buenos Aires, 1962.
- El episcopado en los tiempos de la emancipación sudamericana. Lima, Gil, 1962.
- Historia de la Compañía de Jesús en el Perú. 4 Vol. Imp. de Aldecoa, Burgos, 1963-1965. Abarca el período comprendido entre la llegada de los jesuitas y su expulsión en 1767.
- Fray Martín de Porres. Buenos Aires, 1963.
- Los jesuitas en el Perú y el arte. Lima, Gil, 1963.
- La casa de Jarava o de Pilatos". Comisión Nacional de Cultura, Lima, 1963.
- Por el rey y contra el rey. Librería e Imprenta Gil, Lima, 1965.
- Títulos nobiliarios del Perú. Librería e Imprenta Gil, Lima, 1965.
- D. Pedro Antonio Fernández de Castro. X Conde de Lemos y Virrey del Perú. Editorial Universitaria, Lima, 1965.
- Historia del Santo Cristo de los Milagros, Imprenta Sanmarti S.A., 3.ª.Edición Lima, 1966.
- Tres figuras señeras del episcopado americano, Editor Carlos Milla Batres, Lima, 1966.
- Jesuitas peruanos desterrados a Italia. Lima, 1967.
- Santa Rosa en el arte. Lima, 1967.
- Ensayo: De un diccionario de artifices coloniales de la América meridional. Burgos, 1968
- Historia del Seminario de Santo Toribio de Lima (1591-1900)" Emp. Gráfica Sanmartí, 1969
- El Real Convictorio Carolino y sus dos luminares. Editor Carlos Milla Batres, Lima, 1970.
- Documentos inéditos sobre la compaña de la independencia del Perú (1810-1824), En Biblioteca histórica peruana. Vol. 10, Edit. Milla Batres, Lima, 1971.
- Carta a los españoles americanos de Juan Pablo Viscardo y Guzmán, 1971.
- Santo Toribio. Segundo Arzobispo de Lima. Lima, 1971.
- Historia General del Perú. 12 Vol. Edit. Milla Batres, Lima, 1971-1984. Los cinco primeros tomos están dedicados a las épocas del Virreinato y la Emancipación, y los restantes a la República hasta el año 1980. Los últimos tomos (11.º al 12.º) los completó la historiadora Margarita Guerra.
- Itinerario por las iglesias del Perú. Edit. Milla Batres, Lima, 1972.
- De nuestro antiguo teatro. Edit. Milla Batres, Lima, 1974.
- Historia general de la Guerra del Pacífico: Edición conmemorativa del primer centenario de la guerra del 79. 3 Vol. Edit. Milla Batres, Lima, 1979.
- Episcopologio de las diócesis del antiguo virreinato del Perú: desde sus orígenes hasta la emancipación (1513 - 1825). s/n, s/l, s/f.

| Predecesor: Víctor Andrés Belaunde Rector Protempore de la Pontificia Universidad Católica del Perú | Rector de la Pontificia Universidad Católica del Perú 13 de abril de 1947 a 24 de marzo de 1953 | Sucesor: Monseñor Fidel Tubino Mongilardi Rector de la Pontificia Universidad Católica del Perú |